# Pierre Corneille

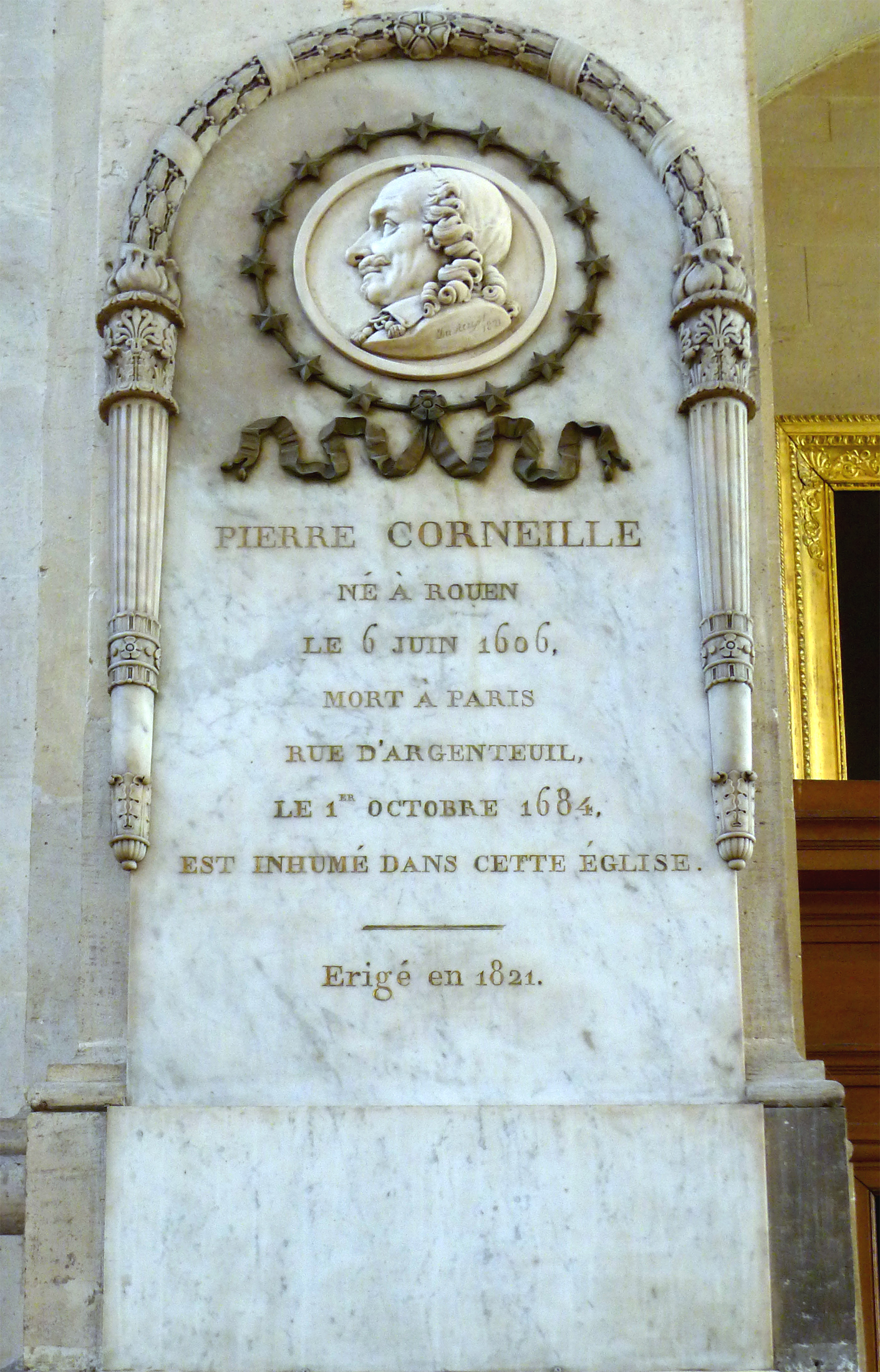
Corneilleho náhrobek v Kostele sv. Rocha (Paříž)

Pierre Corneille [pjér kornej] (6. června 1606 – 1. října 1684) byl francouzský dramatik, básník a lyrik.

## Život
Jeho otec, taktéž Pierre Corneille, byl královským advokátem pro Normandii a správce lesů a vod rouenského vikomství. Matka, Marthe Le Pesant de Bois-Guilbert, rovněž pocházela ze vznešené rodiny. Ze sedmi dětí byl Pierre nejstarší. Kromě něj se proslavil i mladší bratr Thomas Corneille a jejich synovec, slavný Bernard le Bovier de Fontenelle.
Vzdělání získal na jezuitské koleji v Rouenu a advokátem se stal jen, aby nezklamal svého otce. Přísahu složil v roce 1624.
První hru, Mélite, napsal Corneille jako poctu své první tajné lásce Madame du Pont. Jednalo se o jistou vysoce postavenou dámu města Rouen, manželku účetního správce.
Corneille zapomněl na právnickou kariéru a rozvíjel svou vášeň k poezii. V roce 1634 měl za sebou již vydání tří her, když jej rouenský arcibiskup pověřil sepsáním oslavné básně pro krále Ludvíka XIII. a kardinála Richelieu. Po úspěšném uvedení her následovala další spolupráce s kardinálem.
V roce 1636 potkal v Rouenu paní De Chalon, která mu vnukla myšlenku inspirovat se španělským divadlem. Tak v roce 1637 vzniklo jeho vrcholné dílo Cid. Hru čekalo vřelé přijetí jak od krále, tak od královny. U kardinála vzbuzovala spíše žárlivost, což se projevilo na celkové kritice, které se tomuto dílu dostalo od Akademie. Ta jej pod tlakem kardinála označila jako nepravou klasicistní tragédii, která plně nevyhovuje daným pravidlům. Nakonec ale uznala její bohatost a přijala Corneillovy kvality.
V roce 1640 potkal Pierre Corneille svou osudovou lásku, mladou dívku Marii, ale protože byl přesvědčen, že se s ní nikdy nebude moci oženit, upadl do smutku. Kardinál proto pozval Mariina otce, Mathieu de Lamperière, do Paříže a sňatek nařídil. Sňatek spisovateli přinesl šest dětí (dvě dívky a čtyři chlapce), z nichž dva chlapci předčasně zemřeli.
Ve stejném roce napsal Corneille své hry Horatius, Cinna a Polyeucte. Od roku 1647 byl členem Francouzské akademie.
V roce 1670 požádala anglická princezna Henrieta, manželka Filipa Orleánského, dva významné autory své doby, Jeana Racina a Pierra Corneille, aby každý z nich sepsal svou verzi veršů o láskách Bereniky. Princezna si nakonec zvolila a podpořila dnes slavnou tragédii Berenika (Bérénice) Jeana Racina. Corneillovu verzi, Titus a Berenika (Tite et Bérénice) později přepracoval jeho přítel Molière.
Konec života trávil Corneille v chudobě, i přes svůj velkolepý život. Zemřel 1. října 1684 ve svém domě v ulici Argenteuil v Paříži.

## Dílo
Jeho díla ovlivnila především antika. Jeho hrdinové jsou čestní a vlastenci, toto pojetí dramatu ovlivnilo celý klasicismus.
Corneillovský hrdina (héros cornélien) obětuje svou lásku pro povinnost a čest. Corneille ukazuje své hrdiny takové, jací by měli dle ideálů klasicismu být.
Jeho dílo stojí na následujících morálních principech:
- Filozofie stoicismu: 
Hrdina je schopen ovládnout své vlastní pocity a vášně.
- Křesťanská morálka: 
Corneille důvěřuje člověku a jeho schopnosti svobodně volit, přestože je zatížen prvotním hříchem.
- Descartesova filozofie – karteziánství: 
Teorie kladných (láska, přátelství, lítost) a záporných (nenávist, hněv, žárlivost, touha po pomstě) vášní. Rozum nám pomáhá je rozlišit a svobodná vůle podněcuje k volbě kladných vášní, zatímco tlumí ty záporné.
- Le Cid (1637)
- Medeia
- Horatius
- Polyeucte (Polyeuktos, 1643)
- Cinna

### Česká vydání (divadelní hry)
- Cid  (1880) – tragédie v pěti jednáních [2]
- Polyeuktos (1912) – tragédie o 5 dějstvích [3]
- Lhář (1925) – komedie o pěti dějstvích [4]

### Rozhlasové adaptace
- 1961 Cid : Drama lásky a cti na španělském královském dvoře, překlad Svatopluk Kadlec, rozhlasová úprava a dramaturgie Jaroslava Strejčková, hudba Jiří Berkovec, režie Miloslav Jareš. Hrají: Ferdinand I. kastilský král (Ladislav Boháč), kastilská infantka (Marie Glázrová), Don Diego (Karel Pavlík), Don Rodrigo, jeho syn (Václav Voska), Don Gomez, hrabě z Gormazu (Vladimír Šmeral), Ximena, jeho dcera (Viola Zinková), Leonora, infantčina vychovatelka (Julie Charvátová), Elvíra, Ximeina vychovatelka (Jaroslava Drmlová) a další. Československý rozhlas[5]